# La ragazza dei tulipani
La ragazza dei tulipani (Tulip Fever) è un film del 2017 diretto da Justin Chadwick, con protagonisti Alicia Vikander, Dane DeHaan, Zach Galifianakis, Judi Dench e Christoph Waltz.
La pellicola è l'adattamento cinematografico del romanzo del 1999 Tulip Fever di Deborah Moggach.

## Trama
Amsterdam, 1634. Sophia è una fanciulla orfana cresciuta nel convento di Sant'Ursula. Quando la badessa combina per lei un matrimonio con Cornelis Sandvoort, un ricco mercante vedovo di mezz'età, la ragazza lascia il convento per iniziare una nuova vita da moglie. Il matrimonio con Sandvoort, tuttavia, prosegue tra alti e bassi, senza alcuno slancio passionale. Per di più, Sophia non riesce a concepire.
La situazione ha una svolta quando Sandvoort decide di farsi ritrarre insieme alla giovane moglie da un talentuoso pittore squattrinato, Jan van Loos. Tra Sophia e l'affascinante artista nasce un'immediata passione che complicherà sia le loro vite sia quelle di Maria, domestica e amica di Sophia, e del fidanzato di quest'ultima, il pescivendolo Willem. Quest'ultimo, nel tentativo di racimolare soldi per sposare la sua amata, tenta la fortuna entrando nel business della compravendita di tulipani, attività estremamente redditizia in quel periodo.
Un giorno, Willem sorprende quella che crede essere la fidanzata (in realtà Sophia con indosso il mantello di Maria) abbracciata a Jan e la lascia, per poi imbarcarsi e partire per l'Africa. Maria, che è rimasta incinta e rischia di essere licenziata e cacciata di casa per questo motivo, minaccia di rivelare a Cornelis la relazione di Sophia col pittore. Le due amiche decidono così di aiutarsi a vicenda ed escogitano un piano per tenere il bambino e farlo credere figlio di Sophia e Cornelis. Inoltre, per far sì che Sophia si ricongiunga con Jan, viene architettata una finta morte per parto di Sophia, che viene portata via di casa in una bara sigillata. Una volta liberata, la donna si rende conto del proprio errore e si trova improvvisamente ad affrontare una crisi di identità.
Maria, rimasta sola con la bimba che Cornelis crede sua (e alla quale darà il nome di Sophia), si vede tornare a casa Willem, al quale confida la verità. Cornelis, resosi conto di tutto, lascia la casa ai due giovani, che avranno una famiglia numerosa, e si imbarca per le Indie. Nel frattempo scoppia improvvisamente la bolla speculativa del mercato dei tulipani e gli affari crollano. 
Jan, intanto, ha perduto tutta la sua fortuna per colpa del suo servitore alcolizzato il quale, incaricato di andare recuperare i bulbi in questione, si trattiene ad ubriacarsi lungo la via, perdendo così il preziosissimo sacchetto. Quindi, con i creditori ormai alle costole, il giovane pittore viene anche a scoprire che Sophia è morta dopo aver trovato il suo mantello in un canale.
Otto anni dopo, Jan viene chiamato dalla badessa del convento per eseguire un affresco nella chiesa. Qui rincontra Sophia che ha preso i voti. Nel vederlo, la ragazza gli ricambia un sorriso, riaccendendo in lui una speranza.

## Produzione
Il film era inizialmente programmato per il 2004, prevedendo Jude Law e Keira Knightley come protagonisti, oltre a John Madden alla regia, ma il progetto fu interrotto a causa dei cambiamenti delle normative fiscali sulle produzioni cinematografiche nel Regno Unito. Nel 2014 la produttrice Alison Owen, insieme a Harvey Weinstein, riacquista i diritti del film, precedentemente appartenuti a Paramount Pictures, riavviando il progetto con cast e regista diversi, su una sceneggiatura di Tom Stoppard.

### Riprese
Le riprese del film si sono svolte tra il giugno ed il luglio del 2014 tra Kentwell Hall (a Long Melford, nel Suffolk), i Pinewood Studios di Londra, Tilbury (nell'Essex), nella Cattedrale di Norwich ed Holkham (nel Norfolk).

## Promozione
Il primo trailer del film viene diffuso il 28 aprile 2016 tramite il canale YouTube della The Weinstein Company.

## Distribuzione
La pellicola, rimandata dopo svariati montaggi e problematiche dovute all'insoddisfazione del produttore Harvey Weinstein dopo la visione del final cut, era stata programmata per la distribuzione nelle sale statunitensi a partire dal 15 luglio 2016, ma, a una settimana dalla data, il film venne posticipato al 24 febbraio 2017; successivamente la distribuzione venne nuovamente posticipata al 25 agosto 2017.
In Italia venne distribuito a partire dal 6 settembre 2018.